# 힐스테이트 청주 센트럴
힐스테이트 청주 센트럴(영어: HILLSTATE Cheongju Central)은 대한민국 충청북도 청주시 흥덕구 가경동에 건설중인 마천루이다. 지상 49층으로 되어있고 최대 지하로는 7층으로 구성된다. 아파트와 생활숙박시설, 그리고 청주고속버스터미널이 들어선다.

## 역사
청주고속버스터미널 현대화사업을 추진하고 있다. 2017년 고속버스터미널 현대화 사업을 추진한다. 주변에는 호텔, 오피스텔, 주상복합 아파트도 건립할 예정이며 2021년 완공 목표로 하고 있다. 2020년 지상 49층의 힐스테이트 청주 센트럴 아파트로 신설한다고 한다. 청주고속버스터미널은 임시터미널을 사용한다고 한다. 2021년 5월 15일 임시터미널을 만들었다. 5월 21일에는 문을 연다고 한다. 5월 25일 임시터미널이 오픈했다.
조감도가 바뀌었고 현대엔지니어링이 분양할 계획이 있다. 이후에 착공하여 2025년 4월에 완공 예정이다. 완공되면 청주시에서 가장 높은 마천루가 된다. 청주고속버스터미널을 이곳으로 이전할 계획이 있다.

## 구성
| 명칭         | 층수 |
| ------------ | ---- |
| 아파트       | 49층 |
| 생활숙박시설 | 49층 |

## 높이
높이 185m, 지상 49층으로 구성될 예정인 아파트와 생활숙박시설이다. 완공 시 청주시에서 가장 높은 마천루가 된다. 아파트와 생활숙박시설 주변에는 청주고속버스터미널이 들어선다. 이 건물을 개발하기 전에는 청주시의 수 많은 아파트 단지들이 완공되었다. 지상 30층 이상인 아파트, 지상 40층 이상인 아파트 등이 들어섰는데 이 건물은 아파트와 생활숙박시설으로 구성되어 있는데 층수만 비슷하다.

## 특징
아파트에는 힐스 에비뉴 센트럴이 들어서고 생활숙박시설에는 센트럴 스퀘어가 들어선다. 아파트와 생활숙박시설, 그리고 청주고속버스터미널을 이용할 수 있다. 입주민이면 터미널을 이용할 가능성이 크다. 생활숙박시설 49층에는 스카이 커뮤니티가 들어서고 센트럴 스퀘어 49층에는 스카이 라운지가 들어선다. 세대수는 258세대고 주차대수는 382대(세대당 1.48대)이다.

## 내부 시설

### 아파트
| 층수                | 시설                     |
| ------------------- | ------------------------ |
| 49층                | 스카이 커뮤니티          |
| 5층 ~ 48층          | 아파트                   |
| 4층                 | 커뮤니티시설             |
| 1~3층               | 로비, 힐스 에비뉴 센트럴 |
| 지하 7층 ~ 지하 1층 | 지하주차장               |

### 생활숙박시설
| 층수                | 시설                                                                   |
| ------------------- | ---------------------------------------------------------------------- |
| 49층                | 스카이 커뮤니티                                                        |
| 8층 ~ 48층          | 생활숙박시설                                                           |
| 6층 ~ 7층           | 센트럴 스퀘어, 페스티벌 가든, 페스티벌 가든 회랑(6층), 메가박스 (MX관) |
| 2층 ~ 5층           | 커넥트현대 청주                                                        |
| 1층                 | 로비, 청주고속터미널                                                   |
| 지하 7층 ~ 지하 1층 | 지하주차장                                                             |

## 같이 보기
- 대한민국의 호텔 목록
- 대한민국의 마천루 목록
- 충청북도의 마천루 목록
- 청주시의 마천루 목록